# ریزوئید
ریزوئید، برآمدگی سلولی و ساده از سلول‌های اپیدرمی پایین سرخس است که به بستر گیاه متصل می‌شود و عملکردی مشابه موهای ریشه در گیاهان عروقی دارد؛ این ساختار در گیاهان غیرعروقی مثل خزه‌ها یا در گامتوفیت سرخس به نام پروتال مشاهده می‌شود و در آن حالت هاپلویید است.

## شرح و عملکرد
ریزوئیدها، عمدتاً با عمل مویرگی آب و مواد مغذی را جذب می‌کنند. در اغلب موارد جذب آب از بین رشته‌های ریزوئید انجام می‌شود، اما در برخی موارد مانند گیاهان بریوفیت،جذب آب به‌صورت دَرونی از ساختارهای ریزوئیدی صورت می‌گیرد.این ساختار با وجود سادگی،عملکرد حیاتی در اتصال گیاه به بستر، تثبیت ساختار گیاه و جلوگیری از خشکی محیط پیرامون، نقش ایفا می‌کند.

### در گیاهان زمینی
در گیاهان زمینی، خصوصاً در گیاهان غیرعروقی مانند :جگرواشان، ریزوئیدها معمولاً به شکل تک یا چندسلولی دیده می‌شوند که گیاه را به بستر خاک متصل می‌کنند. در گیاهان آوندی(مانند درختان)، ساختارهای مشابهی به نام موهای ریشه وجود دارند که می‌توانند تک یا چندسلولی باشند. اگرچه عملکرد جذب آب در آنها مشابه است، اما ساختارهای آنها پیچیدگی بیشتری دارد.

### در جلبک‌ها
بِسیاری از جلبک‌های چسبنده به سطوح سخت، دارای سیستم‌های ریزوئیدی گسترده‌ای هستند که به آنها اجازه می‌دهد، به بستر شنی یا دیگر سطوح متصل شوند و مواد مغذی را جذب کنند. این سیستم‌ها نقش مهمی در تثبیت جلبک در محیط آب‌های جریان‌دار یا ساکن دارند.

### در قارچ‌ها
در قارچ‌ها، رشته‌های نازک و شاخه‌دار به نام ریسه(هایف) به عنوان ساختارهای مشابه ریزوئید عمل می‌کنند. این رشته‌ها از استولون‌های قارچی منشعب شده و موجب اتصال قارچ به بستر و جَذب مواد آلی از طریق آزادسازی آنزیم‌های گوارشی می‌شوند. این مکانیسم نقش کلیدی در تغذیه هتروتروفیک قارچ‌ها دارد.

## اهمیت اکولوژیک
مطالعات نشان می‌دهد ریزوئیدها، در توالی زیستی خاک پس از حوادثی مانند آتش‌سوزی جنگل‌ها نقش اساسی دارند. این ساختارها با تثبیت ذرات خاک و افزایش جذب آب، شرایط را برای رشد گیاهان پیشگام، فراهم می‌کنند.

## تکامل
فسیل‌های متعلق به ۴۷۰ میلیون سال پیش در ولز نشان‌دهنده اولین شواهد تکامل ریزوئیدها در گیاهان اولیه است. این سازگاری امکان خروج گیاهان از محیط‌های آبی و کلونیزه کردن خشکی‌ها را فراهم کرد.